# Nakano Tomonori

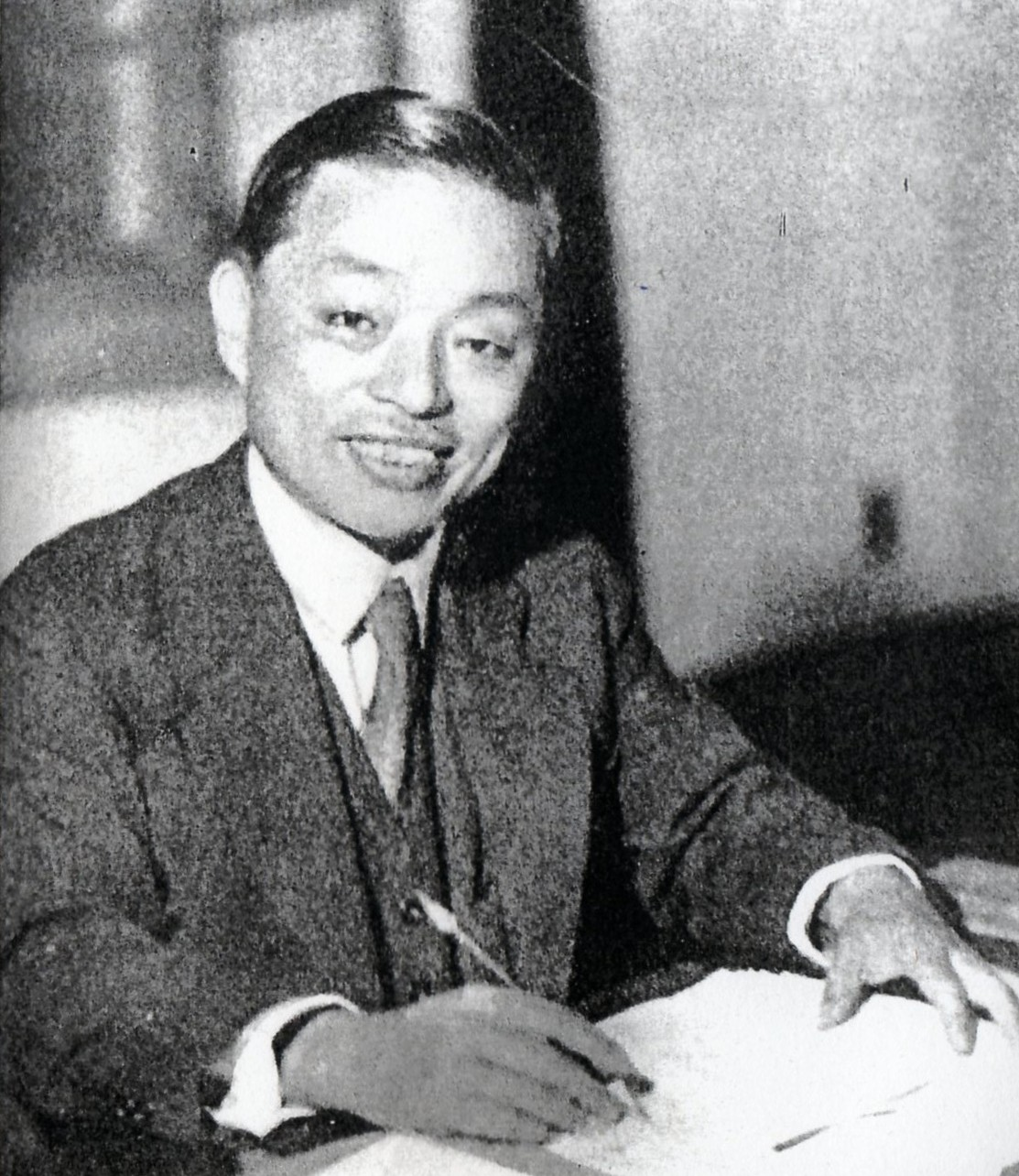
Nakano Tomonori

Nakano Tomonori (japanisch 中野 友禮, der Vorname wird auch „Yurei“ gelesen; geboren 1. Februar 1887 in der Präfektur Fukushima; gestorben 10. Dezember 1965) war ein japanischer Unternehmer und Gründer des Nisso-Konzerns.

## Leben und Wirken
Nakano Tomonori machte im Jahr 1908 seinem Abschluss an der Ausbildungsschule für Mittelschullehrer an der „1. Höheren Schule alter Art Tokio“. Anschließend bekam er eine Stelle als Assistent an der Fakultät für Naturwissenschaften der Kaiserlichen Universität Kyōto. Dort erfand er die „Nakano-Salzelektrolysemethode“ und wurde zum Pionier der elektrolytischen Natriumcarbonat-(Soda)-Herstellung in Japan.
1915 wurde Nakano auf der Grundlage seines Patents Chefingenieur in der Hodogaya Soda-Fabrik (程ヶ谷曹達工場, Hodogaya sōda kōjō) von Isomura Otosuke (磯村 音介; 1867–1934). 1920 machte er sich unabhängig und gründete „Nippon Sōda“ (日本曹達) im Nihongi (二本木) – heute Teil der Stadt Jōetsu in Niigata. Nakano, der „Gott der Technologie“ (技術の神様, Gijutsu no kamisama), entwickelte nach und nach einen großen elektrochemischen Industrie-Komplex aus Natronlauge, Bleichpulver, elektrolytischem Zink usw. und nutzte bis etwa 1937 eine geschickte Materialmanipulation.
1937 gründete Nakano den „Nissō-Konzern“ (日曹コンツェルン) aus den sich weiter entwickelnden Teilgebieten. Aufgrund seines immerwährenden Wunsches nach Geschäftsausweitung und Konflikten mit dem Militär wurde er jedoch Ende 1940 aus dem Amt des Präsidenten gedrängt. Später war er geschäftsführender Direktor des Forschungsverbandes (調査研究連盟, Chōsa kenkyū remmei) und Berater des Gijutsuin (技術院), einer im Pazifikkrieg eingerichteten Forschungsorganisation der Regierung.
Nach der Niederlage Japans im Zweiten Weltkrieg beschäftigte sich Nakano mit der Erforschung von Methoden zur Herstellung von gefrorenen Salzen. Zu seinen Schriften gehört „Korekara no jigyō korekara no keiei.“ (これからの事業これからの経営) – „Zunünftige Geschäfte, zukünftiges  Management.“